# Christoph von Schmid

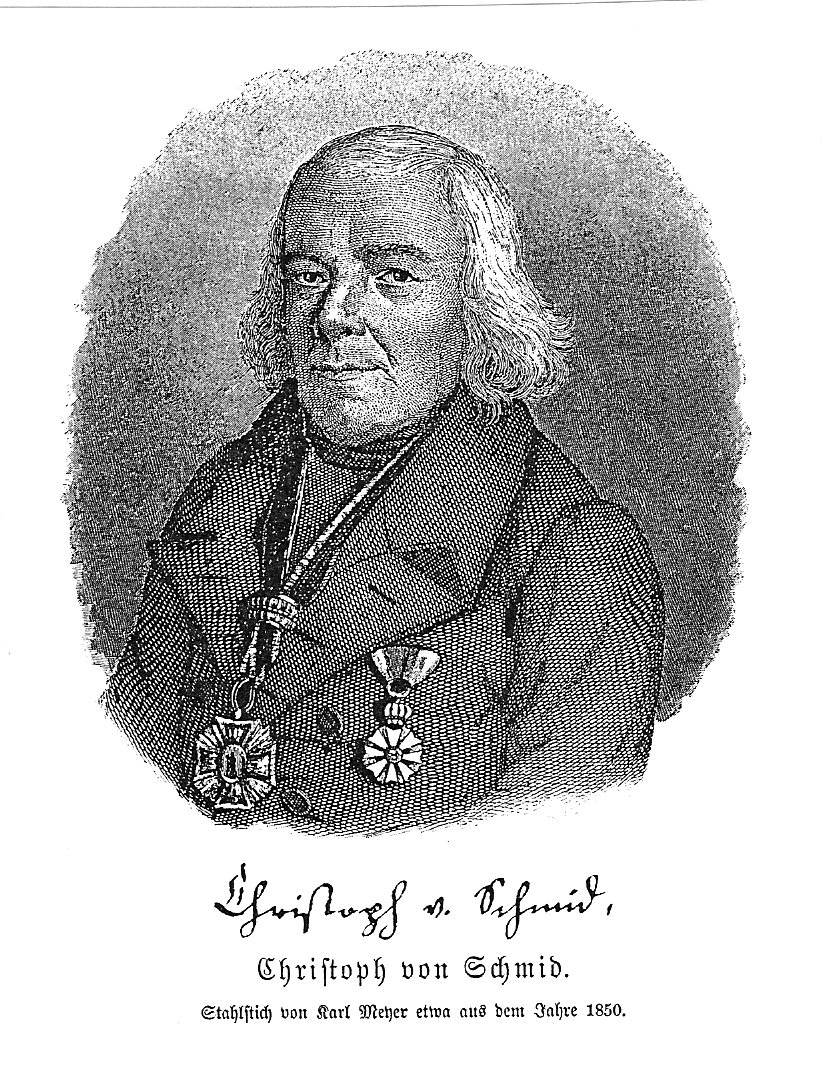
Christoph von Schmid około 1850

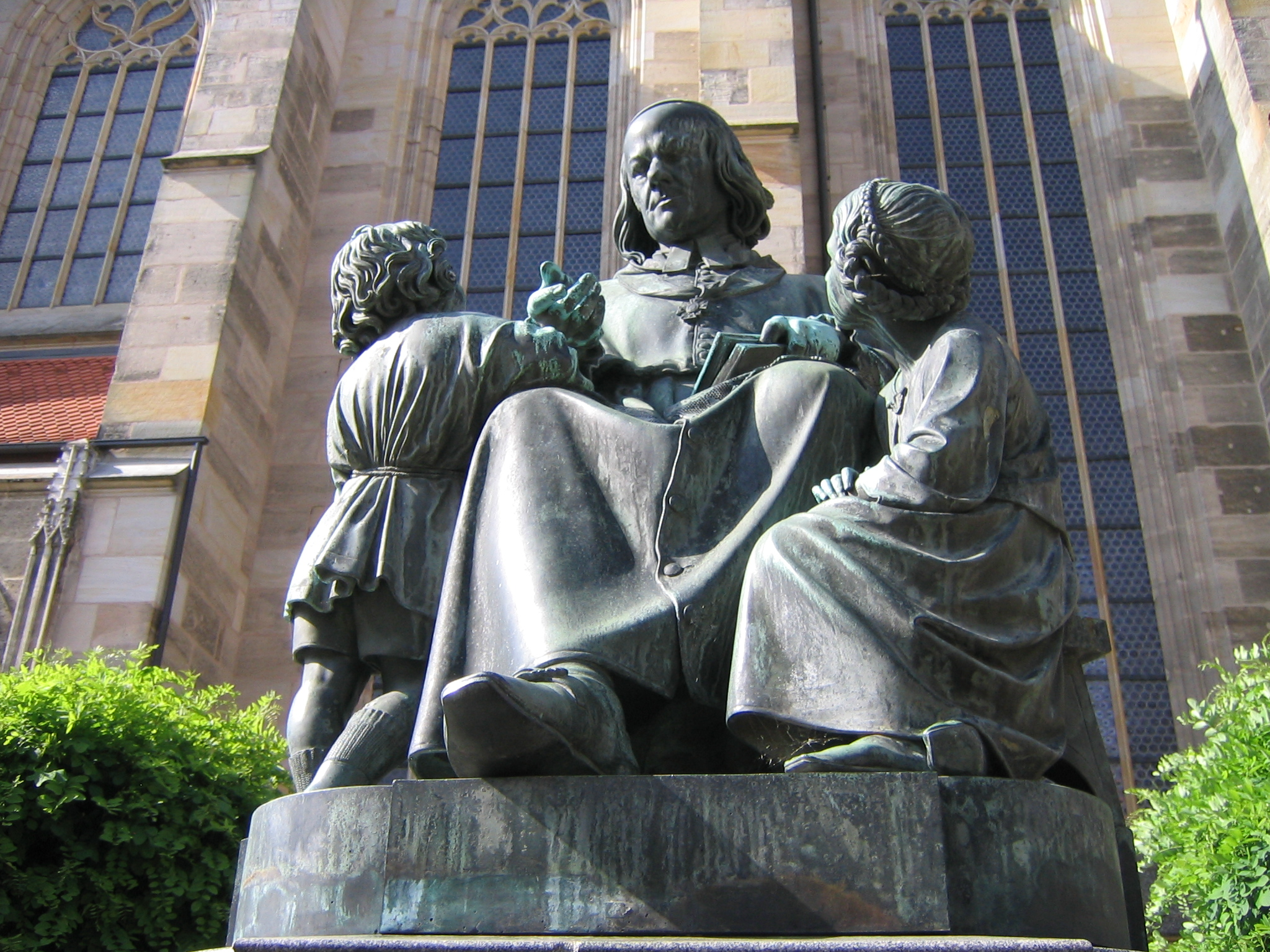
Pomnik wykonany przez Maxa von Widnmanna w Dinkelsbühl

Johann Christoph Friedrich von Schmid (ur. 15 sierpnia 1768 w Dinkelsbühl, zm. 3 września 1854 w Augsburgu) – rzymskokatolicki duchowny, pisarz, autor pieśni kościelnych. Najbardziej znana jest jego kolęda „Dziateczki, dziateczki” („Ihr Kinderlein, kommet“).

## Życiorys
Johann Christoph Friedrich von Schmid pochodził z rodziny urzędników, którzy byli w służbie zakonu krzyżackiego. Jego rodzicami byli Friedrich Schmid i Theresia Hartel i mieszkali w Dinkelsbühl w domu przy ulicy Klostergasse 19. Uczęszczał tam do szkoły ludowej, później otrzymywał prywatne lekcje w klasztorze, następnie uczył się dwa lata w łacińskiej szkole, a potem uczęszczał do gimnazjum w Dillingen an der Donau. Po zdaniu egzaminu pracował jako nauczyciel w zamożnej rodzinie, gdzie rozwinął swój talent pedagogiczny i pisarski. Zdecydował się na zawód duchownego i immatrykulował się na Uniwersytecie w Dillingen. Tutaj największy wpływ na niego miał profesor Johann Michael Sailer. Między nimi powstała wieloletnia przyjaźń.
W 1791 roku otrzymał święcenia kapłańskie i rozpoczął swoją kościelną działalność jako wikariusz w dzisiejszej dzielnicy Nassenbeuren miasta Mindelheim, gdzie napisał kolędę „Dziateczki, dziateczki” („Ihr Kinderlein, kommet“). W 1792 roku został kapelanem w Seeg. W 1796 roku otrzymał stanowisko beneficjenta i dyrektora szkoły. Latem 1799 roku miał kontrolę przeprowadzoną przez urzędników inkwizycji, którzy podejrzewali go o przynależność do tzw. „ruchu przebudzenia”, którego inicjatorem był Martin Boos. Schmid został jednak całkowicie zrehabilitowany. Dopiero w 1816 został proboszczem w Oberstadion koło Ulm, gdzie działał do 1827 roku. W tym czasie został kanonikiem w katedrze w Augsburgu oraz administratorem szkolnictwa. Król bawarski Ludwik I Wittelsbach w 1837 roku nadał mu tytuł szlachecki. Jego 80 rocznica urodzin była hucznie obchodzona w Augsburgu i tego samego roku został mu nadany tytuł doktora teologii przez Uniwersytet Karola w Pradze.
3 września 1854 roku padł ofiarą cholery i w wieku 86 lat zmarł w Augsburgu.

## Twórczość
Pisma dla dzieci i młodzieży

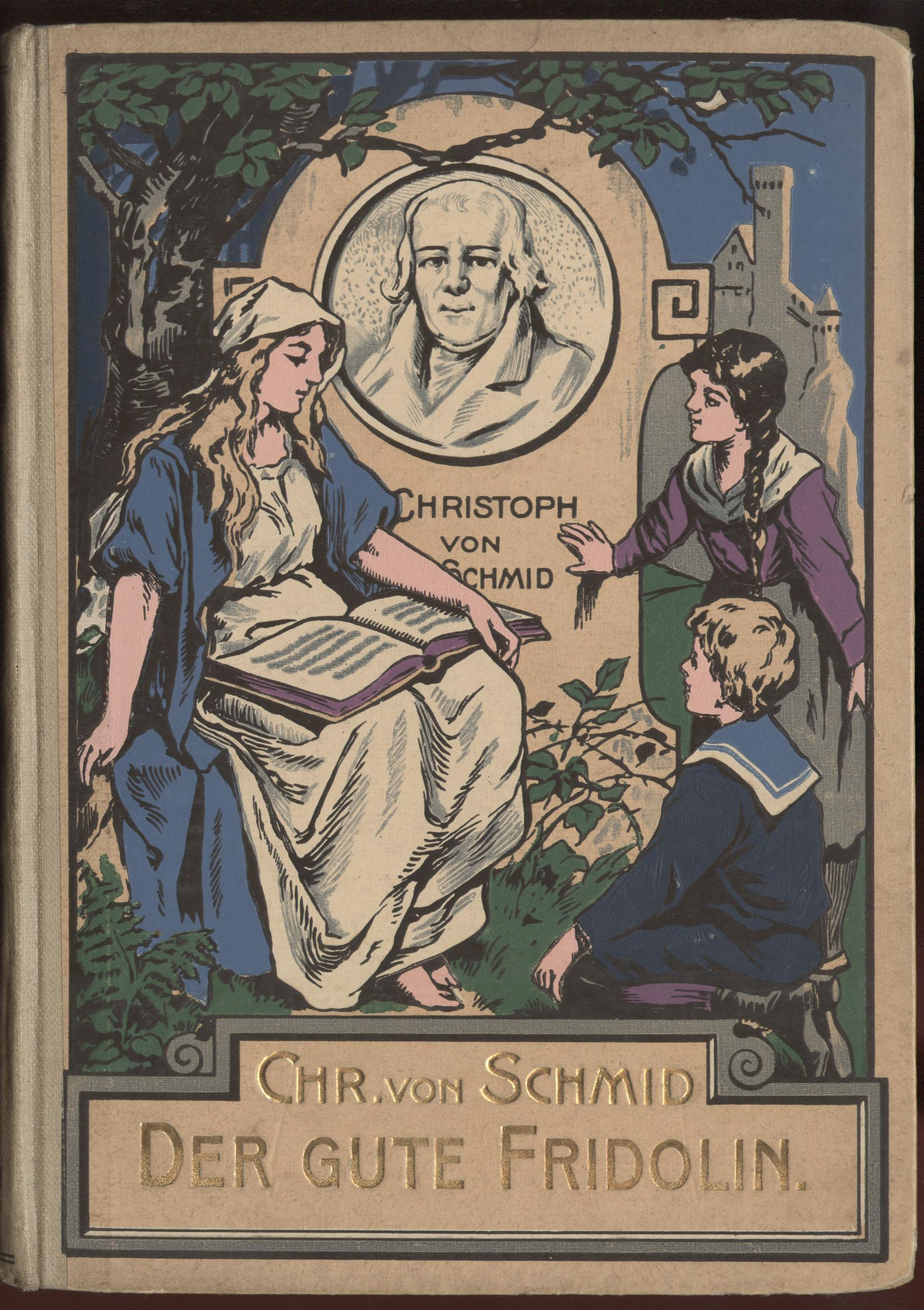
Christoph von Schmid, Okładka książki około 1910

- 1801–1807: Biblische Geschichte für Kinder
- 1810: Genovefa
- 1816: Die Ostereyer
- 1817: Wie Heinrich von Eichenfels zur erkenntniss Gottes kam
- 1823: Das Blumenkörbchen
- 1823: Rosa von Tannenburg
- 1824–1827: Lehrreiche kleine Erzählungen für Kinder
- 1825: Der Weihnachtsabend
- 1826: Das hölzerne Kreuz
- 1828: Eustachius. Eine Geschichte der christlichen Vorzeit
- 1830: Der gute Fridolin und der böse Dietrich. Eine lehrreiche Geschichte für Ältern und Kinder
- 1833: Kleine Schauspiele für Familienkreise
- 1841–46 Originalausgabe von letzter Hand (24 Bände)[2]
- 1854: Jesus am Oelberge[3] wurde in Musik gesetzt durch den Komponisten Donat Müller (1804–1879)[4]
- Das Gottbüchlein
- Die kleine Lautenspielerin, Schauspiel
- 1853–57: Erinnerungen aus meinem Leben